# Walt Kuhn
Walt Kuhn (Brooklyn (Nueva York), 27 de octubre de 1877 - White Plains (Nueva York), 13 de julio de 1949) fue un pintor estadounidense. Fue uno de los organizadores de la Exposición Internacional de Arte Moderno en 1913.

## Biografía
Kuhn nació en Brooklyn (Nueva York). A los 15 años, vendió sus primeros dibujos a una revista, firmando con su nombre de pila "Walt". En 1893, empezó a tomar clases de arte en el Polytechnic Institute of New York University.
En 1899, Kuhn se mudó a California. Después de arribar a San Francisco, empezó a trabajar como ilustrador para la revista The Wasp. En 1901, viajó a París, en donde estudió brevemente en la Académie Colarossi, antes de trasladarse a la Real Academia de Bellas Artes de Múnich. Allí estudió bajo la tutela de Heinrich von Zügel, miembro de la Escuela de Barbizon.
En 1903, regresó a Nueva York y empezó a trabajar como ilustrador para varios periódicos locales. En 1905, realizó su primera exhibición en el Salmagundi Club, lo que ayudó a impulsar su carrera como un pintor y caricaturista serio. En ese mismo año, realizó sus primeras ilustraciones para la revista Life.
Cuando la New York School of Art se trasladó a Fort Lee (Nueva Jersey) en el verano de 1908, Kuhn se unió a la facultad. Sin embargo, la experiencia no fue de su agrado, por lo que regresó a Nueva York al final de año escolar. Allí, se casó con Vera Spier. La pareja tuvo una hija, Brenda, poco después.

## Obras
En 1909, Kuhn realizó su primera exhibición individual en Nueva York. Durante los próximos años. Durante los próximo años, participó activamente en la creación de la Association of American Painters and Sculptors, la organización responsable por la Exposición Internacional de Arte Moderno en 1913. Kuhn fue el secretario ejecutivo de la exhibición y estuvo a cargo de encontrar artistas europeos para que participaran. 
En 1925, la salud de Kuhn empeoró después de casi morir de una úlcera péptica. Luego de una larga recuperación, se convirtió en profesor en la Liga de estudiantes de arte de Nueva York. También realizó una comisión para la Union Pacific, el coche "The Little Nugget," actualmente conservado en el Travel Town Museum en Los Ángeles (California). En 1933, Kuhn realizó la primera retrospectiva de su trabajo.
Para los años 1940, el comportamiento de Kuhn empezó a volverse errático. En 1948 fue internado y murió el 13 de julio de 1949 de una úlcera perforada.
Kuhn es un artista virtualmente desconocido para el coleccionismo español; su único ejemplo en España parece ser el retrato Chico con chistera (1948) y Bañistas en la Playa (1915) de la Colección Carmen Thyssen-Bornemisza .